# K. Kovács László
Keszi Kovács László (Polgár, 1908. március 4. – Budapest, 2012. augusztus 18.) magyar néprajzkutató, a magyar néprajzi filmezés egyik fontos alakja.

## Életútja
A honfoglaló besenyő Keszi nemzetség leszármazottja. Családja nevét onnan kapta, hogy királyi kovács volt az egyik ősük. Nagyobbrészt katonák voltak az ősei között. Tiszacsegén voltak a családi birtokok. Tizenegyen voltak testvérek, közülük heten nevelkedtek fel. Debrecenben érettségizett kereskedelmi szakosodással.
Etnográfiával a magyar történelem iránti lankadatlan érdeklődése miatt kezdett foglalkozni. Eredetileg festő szeretett volna lenni. Iványi-Grünwald Béla, Glatz Oszkár és Rudnay Gyula az újonnan alakult debreceni egyetemen kezdtek tanítani, tőlük  tanulta a képátást, a színek, a fény és árnyékok szerepének alkalmazását a képi megjelenítésben. A festést akkor hagyta abba, mikor a Hortobágyon találkozott Teleki Pállal, akivel szóbaelegyedve elmondta ambícióit a festői pályáról, melyre Teleki az alábbiakat mondta neki:
„Mit képzel, majd a délibábba ver maga szeget és arra akasztja ki a képeit, hogy azok a legelésző barmok bámulják? Hogy képzeli? Ennek az országnak rengeteg idemenekült magyarja van. Nincs lakásuk. Ezeknek kell életteret, lakást biztosítani és meg kell keresni, hol tudnak ezek gyökeret ereszteni. Mert bizony jöttek hegyek közül ide síkságra. Ezeknek az embereknek az életét ismerni kell, hogy segíthessünk nekik elhelyezkedni az új életterükben. Ez a maga feladata, nem pedig itten festegetni!”
Így egyetemi tanulmányait a budapesti Pázmány Péter Tudományegyetemen kezdte, ahol történettudományi szakdiplomát szerzett, mellette pedig a József Nádor Műszaki és Gazdaságtudományi Egyetemen közgazdász diplomát is 1937-ben. A József Nádor Műszaki és Gazdaságtudományi Egyetemen “ahhoz a fura kis emberhez”, Teleki Lászlóhoz járt, mivel gazdasági földrajzot, geopolitikát tanult nála, így került Teleki ún. “belső szemináriumába”, ahova személyesen válogatott a diákok közül. 5-6 ilyen diák volt, akikkel külön foglalkozott, folyamatosan adott a meglévőn kívül szakirodalmat, terepmunkára is kiküldte őket. Így Keszi Kovács a kunhalmok elterjedése a magyar Alföldön kutatási témát kapta. Így került kapcsolatva aztán Györffy Istvánnal (közeli barátja Telekinek), aki kutatta korábban a kunhalmokat. A Néprajzi Múzeumnak akkor már kiváló könyvtára volt, ahol Bátky Zsigmond volt az igazgató. Sokszor segített nekik a Magyarság néprajzában, mivel Keszi Kovács ismerte az alföldi néprajzi terminológiát. Gyorsírással néprajzi adatgyűjtést is folytatott, ezeket külön Bátkynak készítette.
A budapesti egyetemen 1934-től tanársegéd, intézeti tanár. Tanulmányai idején Györffy István tanársegéde volt, ugyanakkor a Néprajzi Múzeum díjtalan önkéntes gyakornoka 1934 és 1937 között. A következő években állami csereösztöndíjjal Finnországba utazott, ahol feladata volt modern muzeológiát tanulni, megnézni, milyen a szabadtéri múzeum, és a finn néprajzi filmezést tanulmányozni (ugyanis ekkor már volt a finneknek külön Néprajzi film Részvénytársaságuk az etnográfiai kutatásokra). Mikor kiutazott, egy évre beiratkozott a Helsinki Egyetemre is. Majd fél évet Észtországban töltött, végül 1939 márciusában, mikor a Néprajzi Múzeum még nem önállósult a Nemzeti Múzeumtól, kinevezték. Ekkor alapították meg az Etnológiai Adattárat, annak érdekében, hogy a tudósok néprajzi kutatásai ne kallódjanak szét később a hagyatékukból, hanem a tudományos eredmények jól kutathatósága érdekében egy helyre gyűjtötték össze. Így minden jegyzetet, kéziratot archiváltak.
Filmezéssel 1932-ben, dr. Gönyei Sándor népi tánc és szokásfilmezései során találkozott, míg önállóan 1937-től készített filmfelvételeket. 1938-ban elkészítette skandináv tapasztalati alapján a Néprajzi Múzeum nem tárgyi gyűjteményeit tartalmazó új szervezeti-gyűjteményi egységének, az Ethnológiai Adattárnak a koncepcióját. Az Adattár Keszi Kovács László elképzelései szerint nem pusztán a Néprajzi Múzeum, hanem az egész magyar néprajztudomány központi archívuma lett, amely 1939-ben, a szervezeti felépítés kidolgozását követően kezdte meg működését. 1941-től Kolozsváron az Erdélyi Tudományos Intézet keretében tudományos kutató. 1940-1944 között a Kolozsvári Egyetem tanára, az Erdélyi Tudományos Intézet néprajzi osztályának vezetője. 1944-45 után nem tért vissza Kolozsvárra: a Magyar Tudományos Akadémia Néprajzi Kutató Csoportjának lett tudományos főmunkatársa. 1949-től kezdve - mint akadémiai státuszban lévő önálló tudományos kutató - az egyetem Néprajzi Intézetében dolgozott. 1950 és 1957 között az MTA önálló tudományos kutatója az ELTE Tárgyi Néprajzi Tanszékén, valamint nyugdíjazásáig (1973) az ELTE Tárgyi Néprajzi Tanszékének tanára. 1967 és 1973 között az MTA Néprajzi Kutatócsoportjának tudományos főmunkatársa.
Kolozsvári kutatói évei alatt írta meg és adta közre az Erdélyi Tudományos Füzetekben (ETF) A kolozsvári hóstátiak temetkezése (Kolozsvár, 1944) c. munkáját, amely a hóstáti kutatás egyik alapműve. Bevilágít – a Református Földész Kalandos Temetkezési Társulat történetén és szokásain keresztül – a Ceauşescu-diktatúra éveiben a föld színéről jórészt eltörölt kolozsvári Hóstát közösségének belső rendjébe. Ugyancsak az ETI tudományos kutatójaként vett részt a bálványosváraljai falukutatásban; ott gyűjtött anyagából írta meg és jelentette meg már Budapesten 1948-ban A bálványosváraljai fejős juhászat c. tanulmányát.
100. születésnapját 2008. március 4-én a Néprajzi Múzeumban ünnepelték kollégái és barátai. Az ünnepség rendező szervezete a Magyar Néprajzi Társaság, a Magyar Néprajzi Múzeum és az Európai Folklór Intézet volt.
2022-ben posztumusz elnyerte munkásságáért a Magyar Örökség-díjat.

## Főbb művei
- A Néprajzi Múzeum magyar ekéi. 1937
- A kolozsvári hóstátiak temetkezése. Kolozsvár, 1944
- A bálványosváraljai fejős juhászat. Budapest, 1948
- A magyar állattartás kutatása. Budapest, 1948
- A magyar földművelés kutatása. Budapest, 1948
- A magyar közlekedés, teherhordás, hír- és jeladás kutatása. Budapest, 1948
- Die Ungarischen Dreschflegel und Dreschmethoden. 1950
- Die traditionelle Milchwirtschaft bei den Ungarn. 1969
- Ethnographische Filmaufnahmen in Ungarn. Budapest, 1956
- Ősi finn mesterségek. Budapest, 1984